# 옵티팜
주식회사 옵티팜(영어: Optipharm)은 충청북도 청주시에 본사를 둔 의료용품 및 기타 의약 관련제품 제조 기업이다.

## 연혁
2000년 7월 27일에 설립되었다.